# Seborga
Seborga é uma comuna italiana da região da Ligúria, província de Impéria, com cerca de 339 habitantes. Estende-se por uma área de 4 km², tendo uma densidade populacional de 85 hab/km². Faz fronteira com Ospedaletti, Perinaldo, Sanremo, Vallebona.
Faz parte da rede das Aldeias mais bonitas de Itália.

## Demografia
| Variação demográfica do município entre 1861 e 2011                               |
|                                                                                   |
| Fonte: Istituto Nazionale di Statistica (ISTAT) - Elaboração gráfica da Wikipedia |

## O Principado de Seborga
Há quem defenda a existência de um principado de Seborga: Giorgio I autoproclamou-se como Sua Alteza Sereníssima o príncipe soberano de Seborga. Os argumentos para a defesa desse estado é do facto de não existirem documentos que comprovem a integração do principado de Seborga à Itália (nem em 1861, com a unificação italiana por Giuseppe Garibaldi, nem em 1946, com a criação da República Italiana). Contudo, os críticos à existência desse microestado dizem que tudo não passa de folclore.
Esse hipotético estado não é reconhecido por nenhum país do mundo. Tem, contudo, uma bandeira e até uma hipotética moeda, o luigino.